# Sasbachwalden

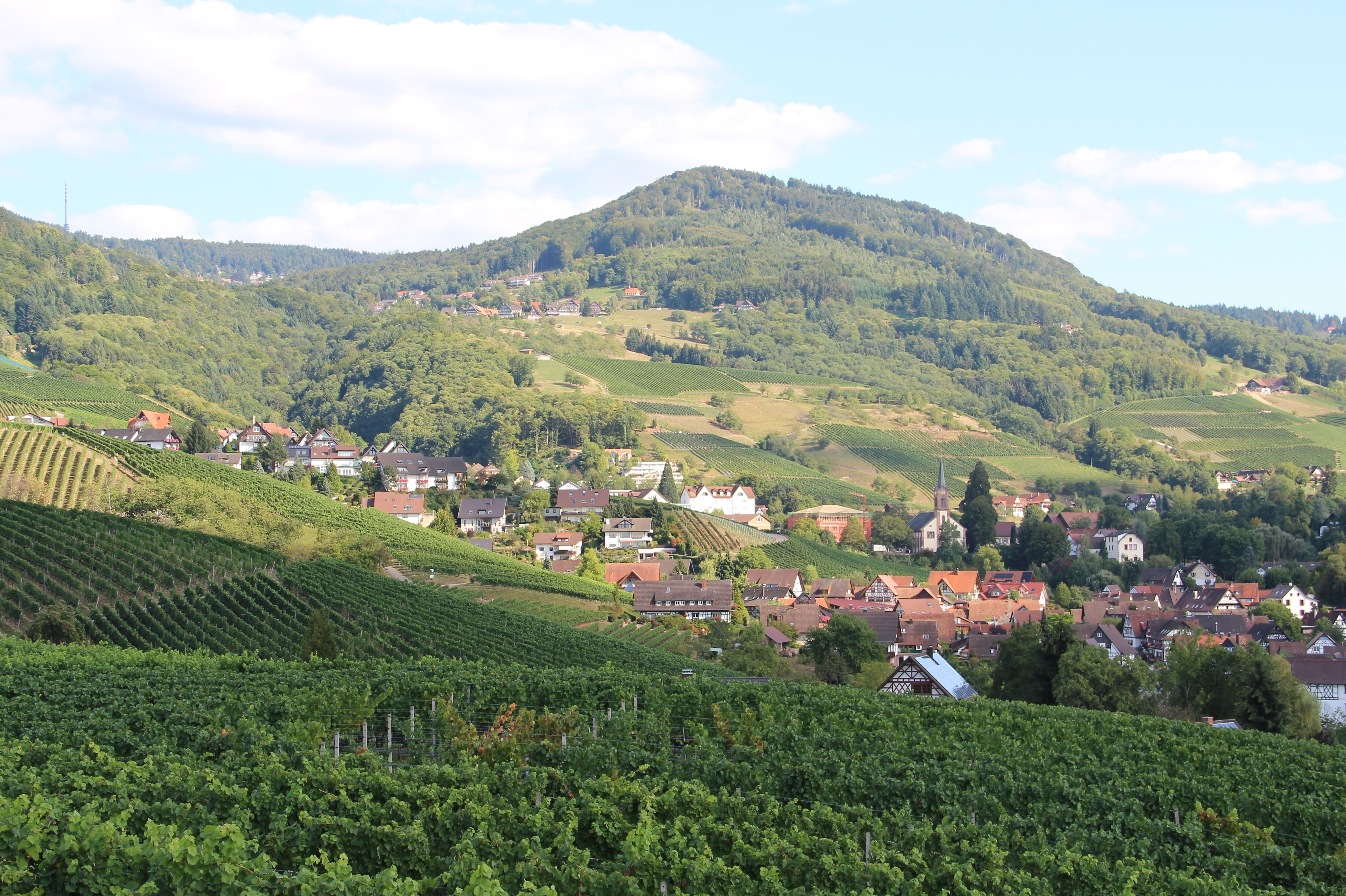
Sasbachwalden vom Schelzberg aus, links der Sender Hornisgrinde

Sasbachwalden, mundartlich Saschwalle, ist eine Gemeinde im baden-württembergischen Ortenaukreis. Der staatlich anerkannte Kneipp- und Heilklimatische Kurort liegt am Westrand des nördlichen Schwarzwalds.

## Geographie

### Geographische Lage
Sasbachwalden liegt am Westhang der Hornisgrinde im Nordschwarzwald in 172 bis 1164 Meter Höhe zwischen Baden-Baden und Offenburg. Naturräumlich zählt der Westteil des Gemeindegebiets zu den Ortenau-Bühler Vorbergen der Vorbergzone. Daran schließt sich im Schwarzwald das Granit-Grundgebirge des Nördlichen Talschwarzwaldes an, die im Buntsandstein liegenden Höhenbereiche im Osten der Gemeinde gehören zum Naturraum Grindenschwarzwald und Enzhöhen. Mehr als 70 Prozent der Gemeindefläche bestehen aus Wald.
Das nach Westen offene Tal ermöglicht einen Fernblick über die gesamte Rheinebene bis nach Straßburg und zu den Vogesen.

### Nachbargemeinden
Die Gemeinde grenzt im Norden an Lauf, im Osten an Forbach im Landkreis Rastatt, im Süden an Seebach und Kappelrodeck und im Westen an die Stadt Achern und an Sasbach.

### Gemeindegliederung
Zur Gemeinde Sasbachwalden gehören das Dorf Sasbachwalden, die Weiler Bischenberg, Brandmatt, Hohritt, Oberer Langert, Unterer Langert, Sandweg und Vorstadt (ehemaliger Weiler, mit Sasbachwalden zusammengewachsen), die Zinken Auf der Eck, Birkenhöf, Büchelbach, Hagenberg, Hörchenberg, In den Höfen, Kappelberg, Murberg, Schönbüch, Steilisberg, Vogelsberg und Winterbach, die Höfe Hohenstich, Hurschenacker, Kirschenberg, Schelzberg und Straubenhöf und die Wohnplätze Bachmatt, Breitenbrunnen, Grieseneck, Illenbach, Illengrund, Katzenstein und Lierenbach. Das im Gemeindegebiet liegende, oftmals als abgegangene Ortschaft bezeichnete Oberhäusern existiert weiterhin; als Name für den Weiler wurde ungefähr ab dem Jahr 1800 allerdings, nach den dortigen Hofbesitzern, die Bezeichnungen Dollenhöfe, Straubenhöfe und Birkenhöfe verwendet.

## Geschichte
Sasbachwalden wurde 1347 erstmals urkundlich erwähnt. Es kam jedoch nicht zur Ausbildung eines geschlossenen Dorfkerns, sondern der Ort blieb über Jahrhunderte eine Ansammlung von Weilern und Einzelgehöften.
Am 2. Februar 1644 wurde eine neue Dorfordnung erstellt, da „die Alte verloren ging“(!). Unterschrieben wurde diese vom Schultheißen des Gerichtes Sasbach, Hans Friedrich Fritz, vom Heimburger zu Sasbachwalden, Michael Ebler, sowie von den Sasbachwaldener Zwölfern Mathias Wörner, Hans Dietrich, Hans Bürk, Veit Straub und Hans Basler. Im ersten Teil dieser Dorfordnung sind die „Statuten, wonach der Heimburger sich zu verhalten hat“ aufgeführt. Der zweite Teil betrifft u. a. die Aufgaben der Zwölfer sowie die jährlichen Wahlen des Heimburgers, des Viehhirts und des Schweinehirts.
Sasbachwalden war bis zum Jahre 1803 bischöflich-straßburgisch; es gehörte zum Hochstift Straßburg, dem weltlichen Gebiet des Bischofs von Straßburg. In dessen Verwaltungsstruktur gehörte Sasbachwalden zum Oberamt Oberkirch, dort gemeinsam mit den Gemeinden Sasbach, Obersasbach und Sasbachried zum „Gericht Sasbach“.
1818 wurde Sasbachwalden eine selbständige Kommune. Der Ort gehörte bis 1924 zum Amtsbezirk Achern, danach zum Landkreis Bühl. Nach dessen Auflösung 1973 kam er zum Ortenaukreis.
Weiteres siehe auch unter Burg Hohenrod.

## Politik

### Verwaltungsgemeinschaft
Die Gemeinde gehört der Vereinbarten Verwaltungsgemeinschaft der Stadt Achern an.

### Gemeinderat
Die Gemeinderatswahl vom 9. Juni 2024 brachte folgendes Ergebnis:
| Parteien und Wählergemeinschaften | Parteien und Wählergemeinschaften           | 2024          | 2024   | 2019          | 2019   |
| Parteien und Wählergemeinschaften | Parteien und Wählergemeinschaften           | Stimmenanteil | Sitze  | Stimmenanteil | Sitze  |
| FWG                               | Freie Wählergemeinschaft                    | 60,4 %        | 6      | 55,7 %        | 6      |
| CDU                               | Christlich Demokratische Union Deutschlands | 39,6 %        | 4      | 44,3 %        | 4      |
| Gesamt                            | Gesamt                                      | 100 %         | 10     | 100 %         | 10     |
| Wahlbeteiligung                   | Wahlbeteiligung                             | 58,5 %        | 58,5 % | 57,2 %        | 57,2 % |

### Bürgermeister
Nachdem die bischöflich-straßburgische Herrschaft Oberkirch 1803 an den badischen Staat übergegangen war, wurde zunächst aus jedem Ort mit mindestens 300 Einwohnern eine „Stabhalterei“ mit einem Stabhalter an der Spitze eingeführt. 1809 formte man größere Einheiten, die nun als „Vogteien“ bezeichnet wurden; das jeweilige Gemeindeoberhaupt trug die Amtsbezeichnung Vogt. 1818 wurden schließlich die alten Gerichtsverbände mit dem Schultheißen an der Spitze aufgelöst; aus den bisherigen Vogteien wurden die Gemeinden heutiger Art, wieder mit einem Vogt an der Spitze. 1831 trat eine neue badische Gemeindeordnung in Kraft, seitdem wird der jeweilige Gemeindevorsteher als Bürgermeister bezeichnet.
Sasbachwaldens Gemeindeoberhäupter seit 1803:
- 1803–1818: Andreas Huber (Stabhalter/Vogt)
- 1818–1823: Bernhard Fallert (Vogt)
- 1823–1827: Franz Anton Lorenz (Vogt)
- 1827–1833: Philipp Lettner (Vogt/Bürgermeister)
- 1833–1839: Franz Anton Lorenz (Bürgermeister)
- 1839–1841: Josef Wörner
- 1841–1847: Johann Georg Berger
- 1847–1851: Bernhard Geiser
- 1851–1864: Johann Georg Berger
- 1864–1868: Franz Decker
- 1868–1871: Bernhard Wörner
- 1871–1883: Josef Decker
- 1883–1891: Leopold Geiser
- 1891–1900: Valentin Doll
- 1900–1920: Josef Graber
- 1920–1934: Andreas Maier
- 1934–1945: Josef Bruder
- 1945–1964: Albert Zimmer
- 1964–1992: Nikolaus Müller
- 1992–2016: Valentin Doll
- seit 2016: Sonja Schuchter

Bürgermeisterin ist seit dem 13. August 2016 Sonja Schuchter (CDU). Sie wurde am 22. Mai 2016 mit 52 Prozent der Stimmen gewählt. Am 26. Mai 2024 wurde sie mit 97 Prozent der Stimmen für eine zweite Amtszeit wiedergewählt.

### Gemeindepartnerschaft
Sasbachwalden unterhält mit folgender Stadt eine Städtepartnerschaft:
- Villié-Morgon, Region Auvergne-Rhône-Alpes, Frankreich, seit 1967

## Wirtschaft und Infrastruktur

### Wirtschaft

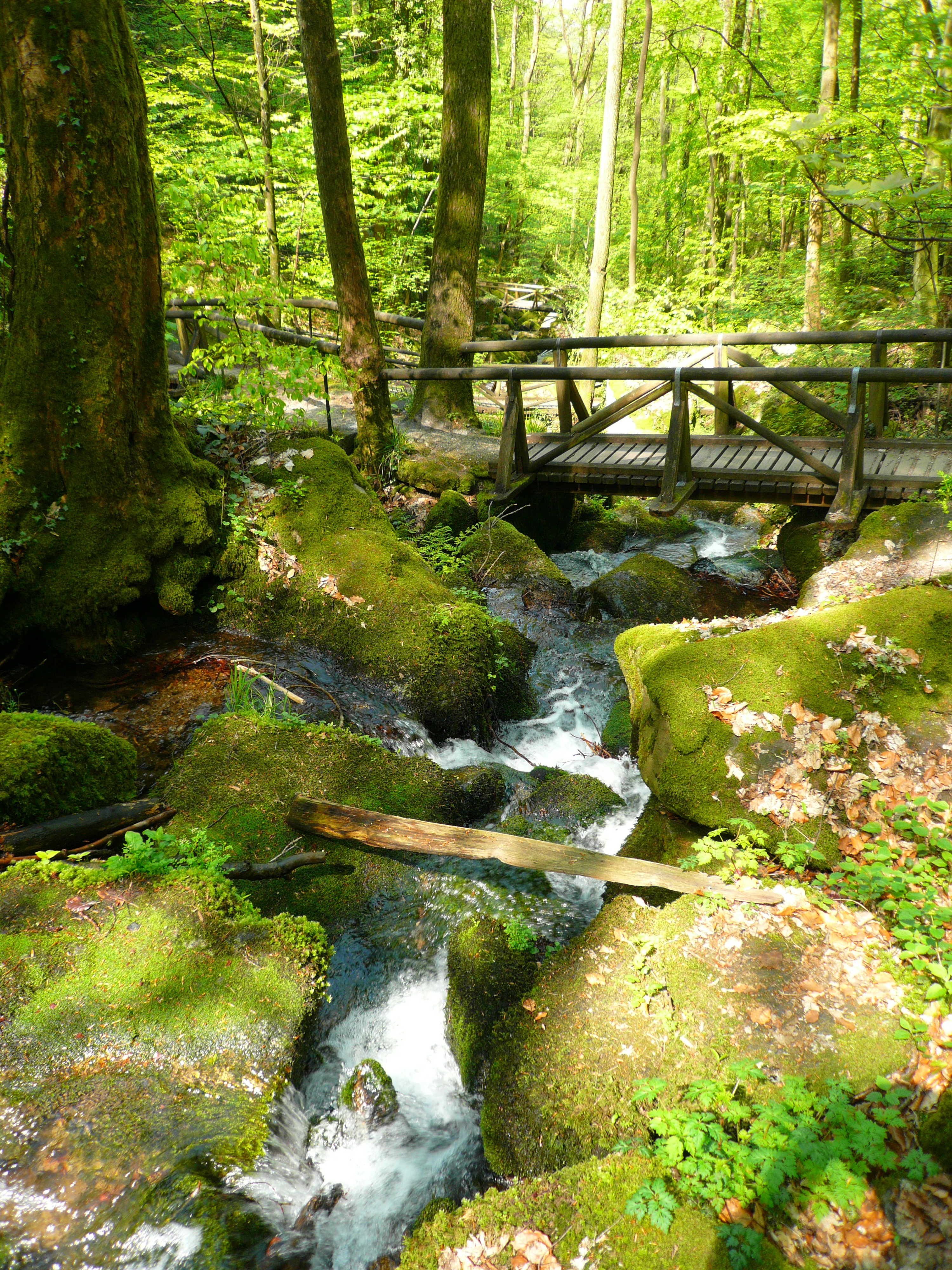
Die Gaishölle bei Sasbachwalden

Haupterwerbszweige sind Tourismus, Weinbau, Erzeugung von Schwarzwälder Kirschwasser und hauptsächlich holzverarbeitendes Handwerk. Die Sasbachwaldener Lagen gehören zur Weinbauregion Ortenau im Weinbaugebiet Baden. Die ehemalige Deutsche Weinprinzessin und ehemalige Badische Weinkönigin Andrea Köninger kommt aus Sasbachwalden, ebenso die Ortenauer Weinprinzessin Victoria Lorenz.
Da es in der Gemeinde weder eine flächendeckende noch eine breitbandige DSL-Versorgung gab, installierte diese in Eigenregie ein Glasfasernetz, das 2011 in Betrieb ging; alle Gebäude sind direkt angebunden (Fibre to the Building), verfügbar sind Bandbreiten bis zu 75 Mbit/s. Das Netz ist Gemeindeeigentum, der Netzbetrieb wurde ausgelagert.

#### Tourismus
Das Blumen- und Weindorf Sasbachwalden hat einen denkmalgeschützten Ortskern. Die 20 ortsansässigen gastronomischen Betriebe, von der Winzerstube bis zu dem mit einem Michelin-Stern ausgezeichneten Gourmetrestaurant Fallert, sind für ihre badische Küche bekannt. Weitere Attraktionen sind das Erlebnisfreibad mit beheizten Schwimmbecken und einer 55 m Riesenrutsche und das Kurhaus „Zum Alde Gott“ mit verschiedensten Veranstaltungen, darunter das Musikfestival TON:arten. Die Gaishöll-Wasserfälle und die Burgruine Hohenrode sind bekannte Wanderziele. Die 9,7 km lange Alde Gott Panoramarunde ist als Premiumwanderweg zertifiziert.
Am Breitenbrunnen sollte mit der Anima Tierwelt ein Tiergartenprojekt entstehen. Ab 2020 sollten hier auf rund 54 Hektar heimische Tierarten wie beispielsweise Luchs, Wolf, Bär, Uhu und Fischotter zu sehen sein. Anfang November 2019 gaben die Geschäftsführerinnen Maria Wruck und Davina Schmitz jedoch bekannt, dass sie das Projekt wegen Finanzierungsschwierigkeiten nicht weiterführen werden.

#### Weinbau
Der Weinbau ist neben dem Tourismus die wichtigste Einnahmequelle für den Ort. Es gibt die drei Weinbetriebe Alde Gott Winzer eG, das Weingut Königsrain und das Klostergut Schelzberg.

### Verkehr
Durch Sasbachwalden führt die Landesstraße 86, die von Achern zur Schwarzwaldhochstraße (B 500) führt.
Sasbachwalden ist in den Tarifverbund Ortenau (TGO) eingegliedert.
Tagsüber existieren regelmäßige Linienbusverbindungen nach Achern und in Richtung Schwarzwaldhochstraße und Mummelsee. In Achern besteht in der Regel Anschluss an das Netz der Deutschen Bahn mit Verbindungen nach Karlsruhe (nördliche Richtung) und nach Offenburg (südliche Richtung). Dank der Konus-Gästekarte können die Übernachtungsgäste in Sasbachwalden im Schwarzwald kostenlos Bus und Bahn fahren.

### Bildung
Der Ort verfügt über einen Kindergarten und eine Grundschule, die sich beide im Ortszentrum befinden. Weiterführende Schulen besuchen die Sasbachwaldener Schüler in Achern und Sasbach (Gymnasium/Realschule) oder in Achern-Oberachern (Hauptschule).

### Justiz
Sasbachwalden gehört zum Bezirk des Amtsgerichts Achern.

### Medien
Die Gemeinde war Drehort für mehrere Fernsehserien und Kinofilme, darunter 2019 der Tatort: Ich hab im Traum geweinet.